# Dvor (Chorwacja)
Dvor – wieś w Chorwacji, w żupanii sisacko-moslawińskiej, w gminie Dvor. W 2011 roku liczyła 1406 mieszkańców.